# Lakott sziget
A Lakott sziget (oroszul: Обитаемый остров) Arkagyij és Borisz Sztrugackij tudományos-fantasztikus regénye. A regényt 1969-ben fejezték be a Sztrugackij testvérek, azonban a Szovjetunióban csak cenzúrázva jelenhetett meg: először a Neva magazinban folytatásokban, majd 1971-ben könyv formájában. A rendszerváltás után Borisz Sztrugackij eltávolította a regényből a cenzúra által megkövetelt változtatásokat. A regény magyar nyelven csak 2009-ben jelent meg Weisz Györgyi fordításában. A magyar kiadás alapjául szolgáló orosz kiadás már a mű cenzúrázatlan változata.
A történetet 2008-ban megfilmesítették Oroszországban Fjodor Bondarcsuk rendezésében.

## Történet
|  | Alább a cselekmény részletei következnek! |

A főhős, Makszim Kammerer hajótörést szenved egy ismeretlen, feltérképezetlen bolygón, ahol azonban nyilvánvaló, negatív jelei vannak a civilizáció jelenlétének (pl. környezetszennyezés). Jóllehet űrhajója a leszállás után megsemmisül, nem esik kétségbe, feltételezi, hogy miután észlelték eltűnését, utána fognak jönni, vagy építhet egy rádióadót, amivel segítséget tud kérni, legelőször pedig a bolygó hivatalos képviselői fogják keresni vele a kapcsolatot. A történet során ezek közül egyik reménye sem válik valóra. A kényszerű várakozás közepette elindul, hogy ő kezdeményezze a kapcsolatot a bolygón található civilizációval.
A bolygón mindenhol radioaktív sugárzás érzékelhető, háború nyomai láthatóak. Makszim egy katonai őrjárat embereivel találkozik először, akiknek nem érti a nyelvét, ezért kezdetben csak rajzok készítésével próbál velük kommunikálni, ők azonban nem idegen bolygóról érkezett lénynek gondolják (ilyen kategóriát ennek a bolygónak a lakosai nem ismernek), hanem vadembernek. Az őrjárat parancsnokai úgy döntenek, hogy elküldik őt a fővárosba egy titkos központba Guy Gaal felügyelete alatt, aki a Harci Gárda fiatal tagja és épp most helyezték át a frontról a fővárosba.
A központban, ahová Makszim kerül, tanulmányozzák az emlékképeit, azonban nem is próbálnak vele kommunikálni, jóllehet Makszim gyorsan tanul és könnyen megtanulja a helyi nyelvet. A vizsgálatoknak egy Fank nevű civil megjelenése vet véget, aki egy bizonyos Vándor embere, és aki különleges parancs birtokában magával viszi Makszimot a városba. Útközben azonban Fankot furcsa rosszullét támadja meg, Makszim pedig egyedül marad a városban. Egy ideig a járókelőket követve járja a várost, majd betér egy külvárosi vendéglőbe, ahol megvacsorázik, azonban fizetéskor bajba kerül, hiszen pénze nincsen. A bajból a pincérlány jóindulata menti ki, és az, hogy kiderül, hogy a lány Guy Gaal testvére, Rada Gaal.
Makszimot Guy és Rada fogadják be, náluk tanulja meg jobban a nyelvet és könyvek segítségével kezd megismerkedni a bolygó történelmével és az ott elterjedt tudományos elméletekkel. Kiderül, hogy a szomszéd országokkal vívott háború óta az Ismeretlen Atyák irányítják az országot, akik egyszerre küzdenek a megmaradt külső ellenségek, illetve a belső ellenség, az illegalitás és az úgynevezett „korcsok” ellen. Tudományos szempontból a bolygón uralkodó elmélet szerint ők egy gömb belső felszínén élnek, ezért nem is feltételezik, hogy léteznek más bolygók, és nem hiszik el, hogy Makszim egy másik bolygóról érkezett, mivel külső megjelenésben hasonló hozzájuk. Makszim ugyanakkor egy sor különleges képességgel rendelkezik, amik azonban nem szúrnak szemet senkinek: például érzékeli a radioaktív sugárzást (és bizonyos mértékig el tudja viselni), lát a sötétben, képzett harcművész, a fizikai sérülések pedig igen hamar begyógyulnak a testében.
Guy segítségével és ajánlásával Makszim felvételt nyer a Harci Gárdába. Első bevetése során korcsok egy csoportját kell letartóztatniuk. Kiderül, hogy a korcsok valójában teljesen normális emberek, akik azonban többnyire az illegalitáshoz tartoznak, és az Ismeretlen Atyák uralma ellen küzdenek. Makszim viselkedése gyanús lesz Csacsu kapitány szemében, ezért első bevetésük után próbának veti alá: neki kellene kivégeznie a halálra ítélt korcsokat. Makszim nem hajlandó a gyilkosságra, szökni hagyja az elítélteket, amiért Csacsu kapitány lelövi.
Makszim szervezete különleges ellenállóképességének köszönhetően túléli a halálos lövéseket, és rövid lábadozás után az illegalitás egyik csoportjánál találja magát, akik az egyik úgynevezett légelhárító torony megsemmisítésére szerveznek akciót. Az Ismeretlen Atyák propagandája szerint ezek a tornyok azt a célt szolgálják, hogy az ellenség esetleges rakétacsapásaitól megvédjék az országot, azonban a valóságban más funkciójuk van, egy különleges sugárzást bocsátanak ki naponta kétszer. Ennek hatására a korcsoknak szörnyű fájdalmaik lesznek, és képtelenek bármilyen ellenállásra a sugárzás időtartama alatt, a 40 milliós lakosság pedig, de elsősorban a hadsereg és a Harci Gárda tagjai, lelkes állapotba kerülnek, és őrjöngve dicsőítik az Ismeretlen Atyákat. A torony elpusztítása ugyan sikerül, elsősorban Makszim képességeinek köszönhetően (aki értelmetlennek tartja egyetlen torony megtámadását, és a többiek megóvása érdekében egyedül akarja végrehajtani az akciót, de ezt a csoport nem fogadja el), azonban a támadásban három ellenálló meghal, Makszimot elfogják és kényszermunkára ítélik. Vándor, aki továbbra is azon dolgozik a háttérben, hogy Makszimot magának megszerezze, megpróbálja meggyőzni Okost, az államügyészt, hogy az átnevelendők közé deportált Makszimot adja ki neki.
Makszim eközben az átnevelendők veszélyes aknamentesítő munkáját végzi a dzsungelban. Itt is ellenállókkal kerül kapcsolatba, akiktől megtudja, hogy az ellenállás maga sem egységes. Az ellenállók egy része nem akarja megsemmisíteni a sugárzó tornyokat, hanem az Ismeretlen Atyák rendszerének a megdöntése után saját céljaira, helyes célokra akarja felhasználni – továbbra is az emberek tudta nélkül, őket a tornyok sugárzásán keresztül befolyásolva. Makszim ezzel természetesen nem ért egyet. Látva az ellenállás reménytelen helyzetét, külső szövetségeseket próbál keresni. Egy régi tankot megszerezve dél felé veszi az irányt a súlyosan radioaktív határterület felé, ahol az atombombák hatásának következményeként igazi mutánsok élnek. Megint összetalálkozik Guyjal, aki egy ellenőrzőponton megpróbálja megállítani a tankot, de Makszim egyszerűen magával viszi. Amikor Guy kívül kerül ezáltal a tornyok sugárzásának hatósugarán, elvonási tünetei jelentkeznek.
Az Ismeretlen Atyák rendszerének megdöntését azonban a délen lakó mutánsok nem akarják. Amikor Makszim ezzel szembesül, úgy dönt, hogy az ellenséges országoknál próbál támogatást szerezni. A mutánsok vezetőjétől kapnak egy régi repülőgépet, és a tenger felé veszik az irányt. Nem számolnak azonban a háborúból visszamaradt automatikus rakétavédelmi rendszerrel, a rakéták okozta sérülések következtében a tengerpart közelében kényszerleszállást kell végrehajtaniuk. A tengerparton egy megsérült, elhagyott ellenséges tengeralattjárót találnak. Makszim átvizsgálja a tengeralattjáró belsejét, ahol fényképalbumokat talál, amelyek az ellenség kegyetlenkedéseit dokumentálják. Ekkor éri őket az újabb háború híre: az Ismeretlen Atyák úgy döntöttek, hogy megtámadják a szomszédos hontikat. Makszim és Guy úgy döntenek, hogy feladják magukat, és a háborúban csatlakoznak társaikhoz. A háború azonban hatalmas kudarcba fullad, ráadásul Guy is elesik rögtön az első ütközetben (itt a hadsereg mozgó sugárforrásokat használ, aminek a hatására a katonák vakon vetik magukat a harcba). Makszim túléli a csatát és Fank, aki Vándor megbízásából még mindig Makszim után kutat, végre megtalálja őt és elviszi Vándorhoz.
Okos, az államügyész, a kudarccal végződött háború miatt úgy érzi, hogy az Ismeretlen Atyák hamarosan őt fogják vádolni a háború sikertelenségéért. Kétségbeesésében úgy dönt, hogy megkeresi Makszimot, és elárulja neki az Ismeretlen Atyák titkát, hogy hol van a Központ, ahonnan a tornyok sugárzását vezérlik (Makszim korábban az illegalitásnak is a központ elfoglalását javasolta, azonban azoknak ennek létéről csak homályos sejtéseik voltak). Vándor még nem találkozott Makszimmal, mióta Fank visszahozta őt a fővárosba, így Okos sikeresen el tudja hiteti Makszimmal, hogy Vándor valójában a rossz oldalon áll, és megpróbálja rávenni őt, hogy semmisítse meg a Központot. Makszim rááll az ajánlatra. A terv sikerül. A központ megsemmisül, a sugárzás egyik pillanatról a másikra megszűnik. Az ország gazdasági problémái azonban ezzel nem oldódnak meg. Ráadásul kiderül, hogy Makszim ezzel az akciójával tönkretette Vándor, alias Rudolf eddigi munkáját, aki a Galaktikus Biztonsági Szolgálat embereként már öt éve dolgozott a bolygó problémáinak hosszú távú megoldásán.
|  | Itt a vége a cselekmény részletezésének! |

## Megjelenések

### orosz nyelven
1. Обитаемый остров, Gyetszkaja Literatura, Moszkva, 1971[2][3]
2. Обитаемый остров, Izdatyelsztvo ASZT, 2000[4]

### angol nyelven
1. Prisoners of Power, Macmillan, 1977, ford.: Helen Saltz Jacobson[5]

### magyarul
1. Lakott sziget; ford. Weisz Györgyi; Metropolis Media, Bp., 2009 (Galaktika fantasztikus könyvek)